# Szegő Ernő
Szegő Ernő, született Steinfeld (Miskolc, 1886. július 3. – 1944. december 15. körül) közgazdasági író.

## Élete
Steinfeld Zsigmond ruhakereskedő és Weisz Vilma fia. A budapesti, berlini és genfi egyetemeken tanult. Miután jogi doktorátust szerzett, a Budapesti Kereskedelmi és Iparkamara titkára lett. A Pester Lloydba és más nagyobb fővárosi lapba számos közgazdasági tanulmányt írt. 1944. november 9-én feleségével együtt elhurcolták.

## Magánélete
Felesége Balla Stefánia (1901–1944) volt, Balla Simon Zsigmond és Altschul Berta lánya, akit 1922. március 19-én Budapesten vett nőül. 1938-ban feleségével a református vallásra tértek át. Lánya Bokorné Szegő Hanna (1925–2006) nemzetközi jogász volt.

## Művei
- Róma közgazdasága Diocletian korában (Budapest, 1909)
- Tőzsdereform (1910)
- Előadói előterjesztés-tervezet az egyenesadók reformja tárgyában (Budapest, 1918)
- A budapesti otthonmunka (1922)
- Állami pénzügyeink reformjának közgazdasági szükségessége (1926)
- Die Mobiliarhypothek (1926)